# Hatt-i Humayan
Hatt-i Humayan – edykt wydany w Turcji w 1856, kontynuujący reformy Tanzimatu. 
Potwierdzono w nim zasady ogłoszone w Hatt-i Sharif: równość poddanych muzułmańskich i niemuzułmańskich, gwarancja dla wszystkich poddanych bezpieczeństwa osobistego, mienia i czci. Dopuszczono niemuzułmanów do służby państwowej, szkół wojskowych, deklarowano równomierne rozłożenie podatków, ustanowienie regularnego budżetu i banków, budowę dróg, przyznanie cudzoziemcom praw do posiadania majątku nieruchomego na terenie Turcji.